# Väddö

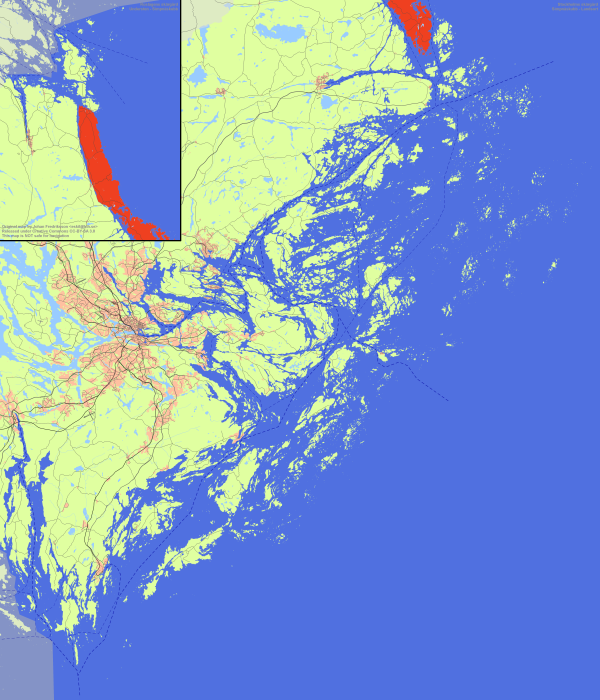
Die Lage Väddös: eine in das Ålandsmeer in der Ostsee vorgelagerte Insel

Väddö ist eine schwedische Insel und gleichnamiges Kirchspiel bzw. Verwaltungseinheit in der Provinz Stockholms län in der Kommune Norrtälje. Auf ihr liegt im Süden das durch die Fernsehserie und Familiensage Blutsbande bekannter gewordene Feriengebiet Barnens Ö. Die Insel hat 3.391 Einwohner (Stand: 2024).

## Geografie und Infrastruktur
Väddö umfasst das Gebiet einer dem schwedischen Festland etwa auf der Höhe von Uppsala in das Ålandsmeer in der Ostsee vorgelagerten Insel (siehe auch Schären). Es bestehen zwei Straßen- bzw. Brückenverbindungen zum Festland: eine etwa in der Mitte der Insel bei Älmsta, die andere weiter nördlich zwischen der AB 1109 auf dem Festland und der Landstraße 283 auf der Insel. Der Väddö-Kanal bei Älmsta durchtrennt die ehemalige Festlandanbindung. Vom Fährhafen in der am Nordende Väddös gelegenen Gemeinde Grisslehamn aus verkehren Fähren der Reederei Eckerö nach Eckerö auf der finnischen Insel Åland.

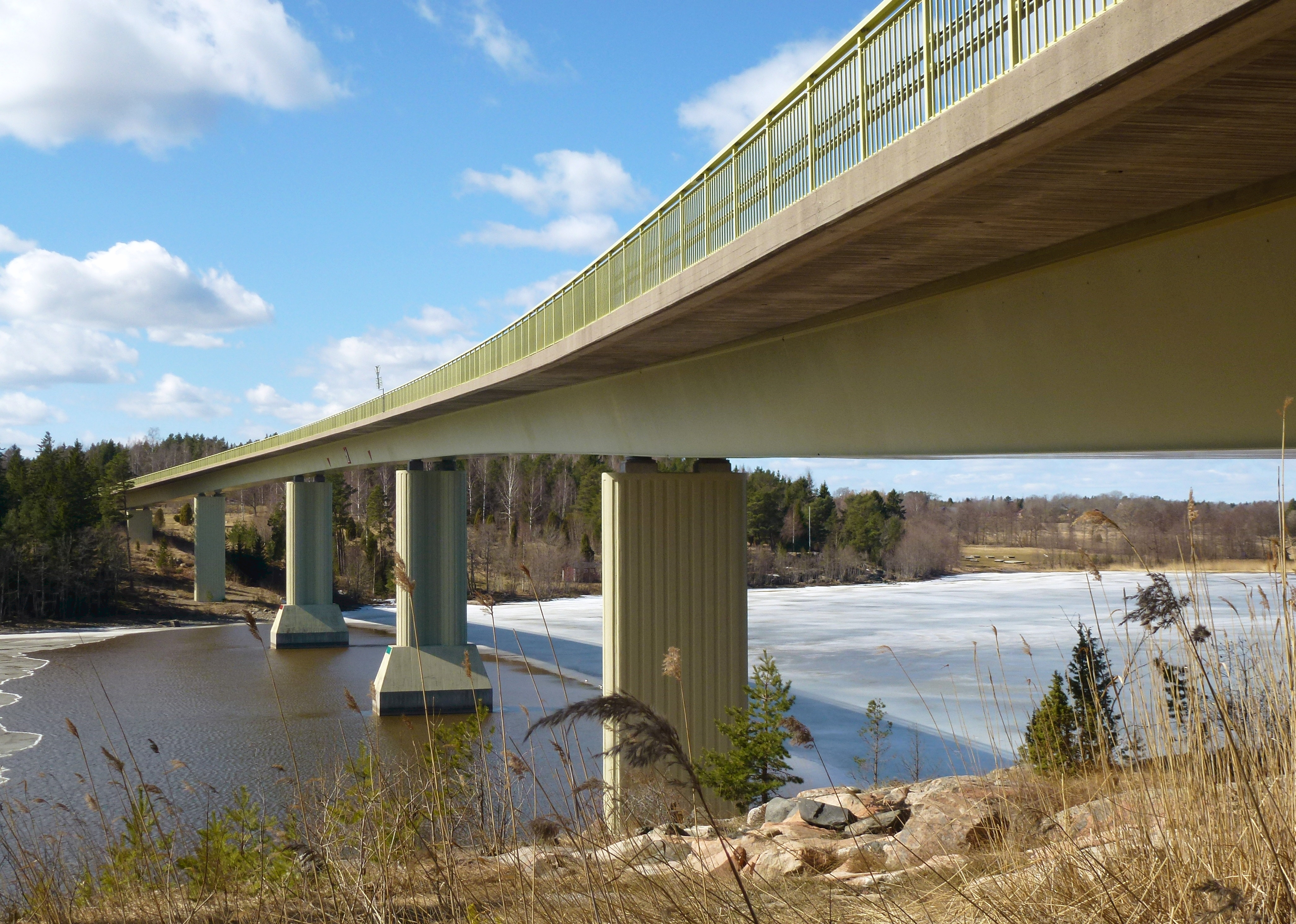
Trästabron-Brücke, eine Verbindung zum Festland
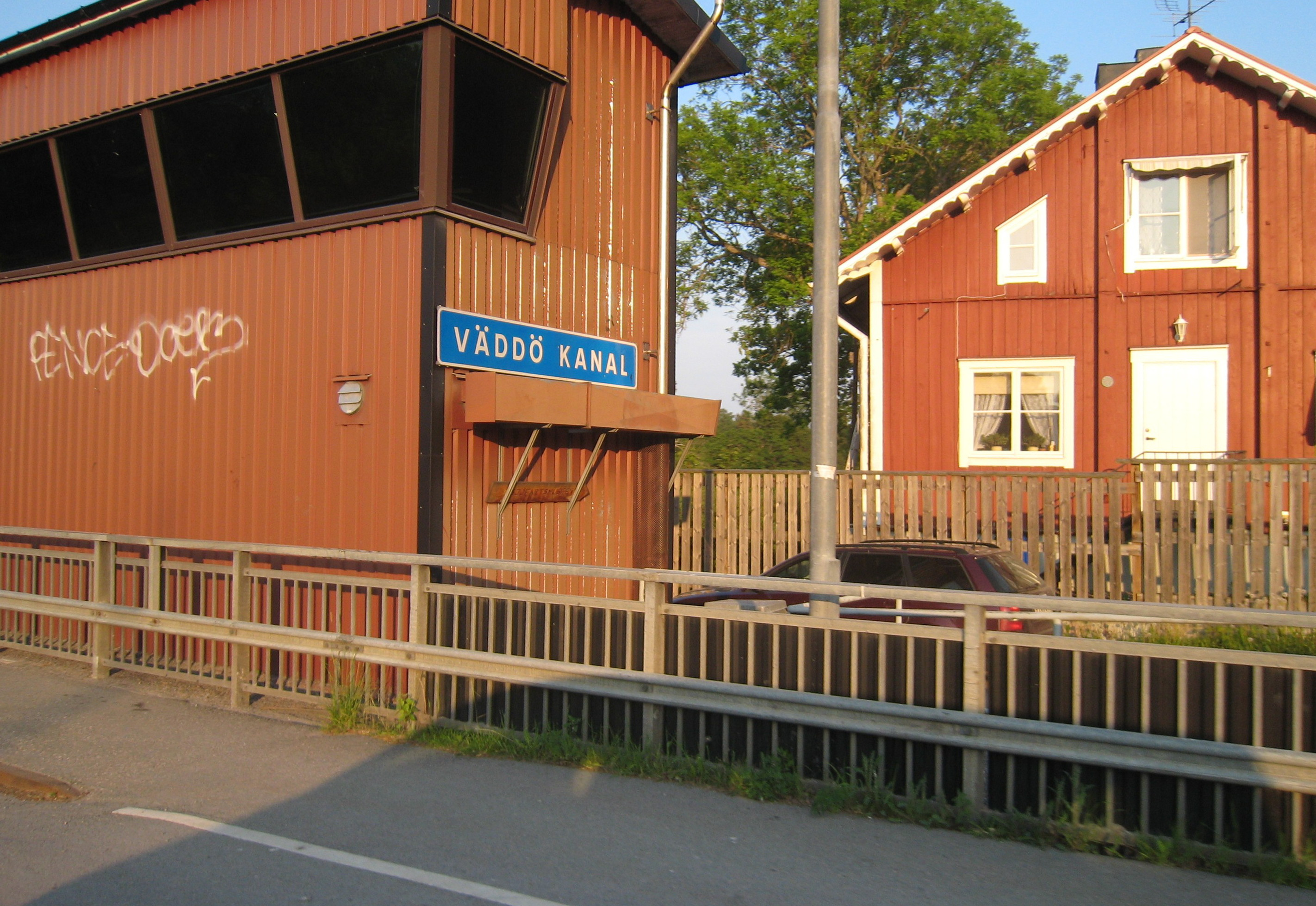
Schleusenwärterhaus in Älmsta am Väddö-Kanal
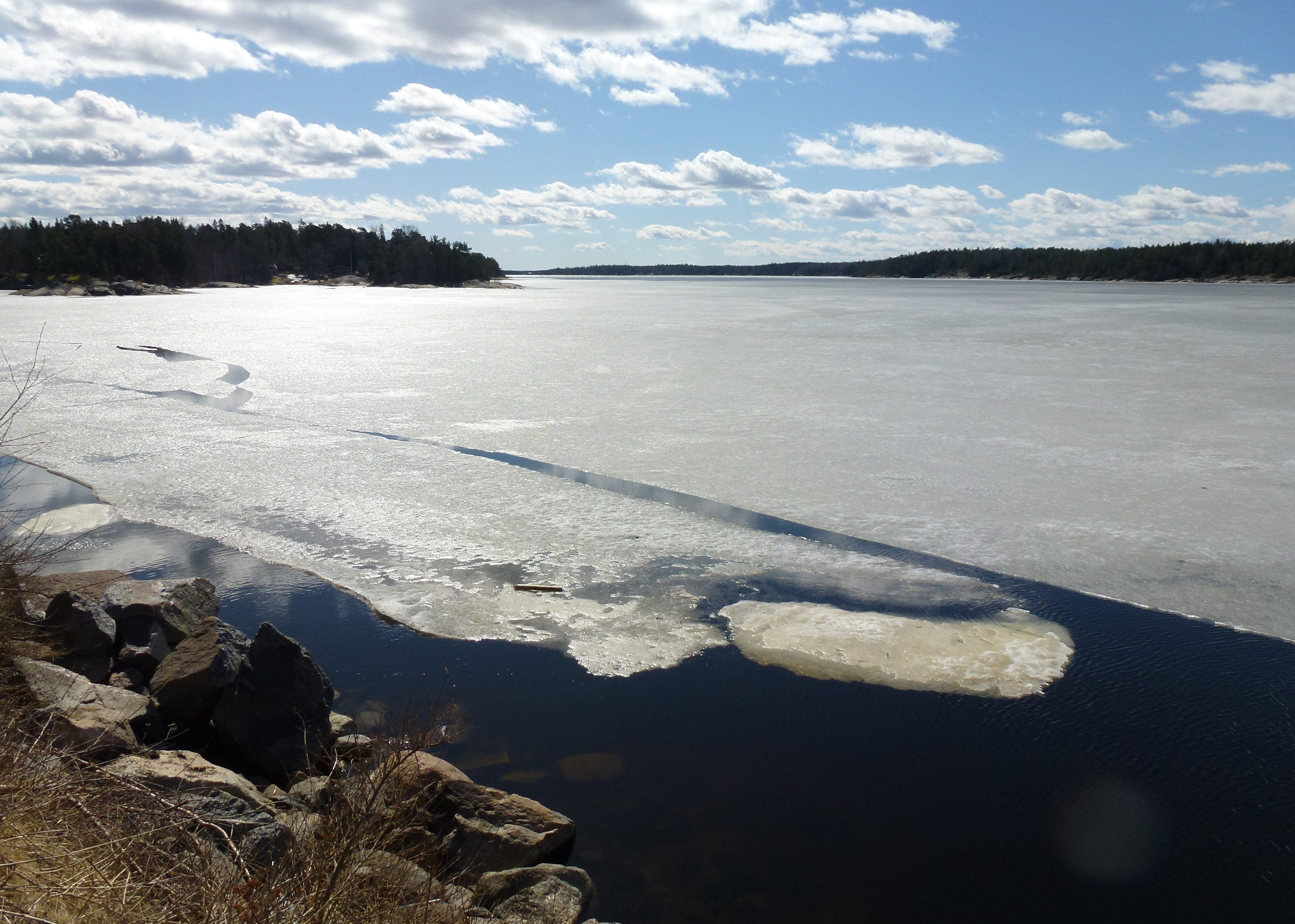
Süd-Väddö mit Björköfjärden in der Frühlingssonne
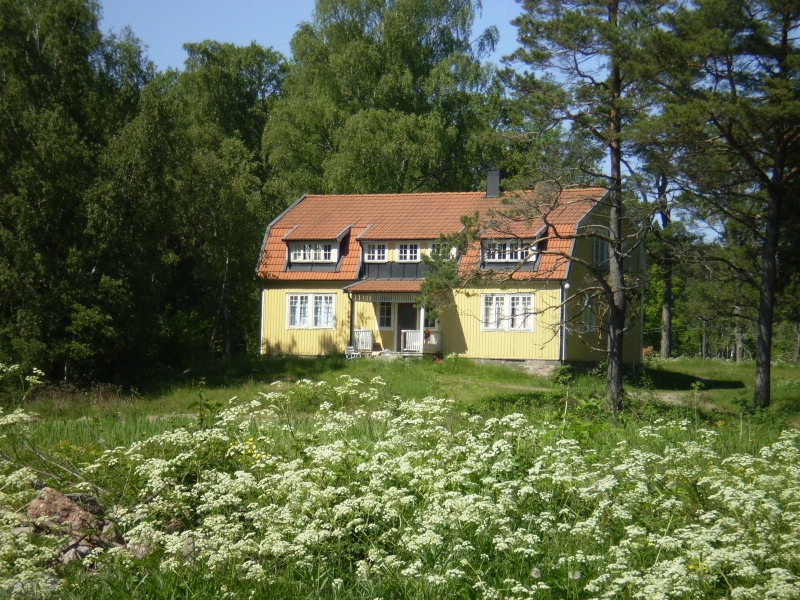
Strandvillan (Die Strandvilla), eines der Wohngebäude von Parkudden auf Barnens Ö